# Orotidin
Orotidin (O) ist ein seltenes Nukleosid und leitet sich strukturell vom Uridin ab. Es besteht aus der β-D-Ribofuranose (Zucker) und der Orotsäure. Es wurde erstmals 1951 aus dem Pilz Neurospora isoliert. Es bildet mit Orotidin-5'-monophosphat eine Zwischenstufe in der Biosynthese der anderen Pyrimidinderivate.Uridinmonophosphat (UMP).